# 박상후 (언론인)
박상후(朴商厚, 1968년 ~ )는 대한민국의 언론인, 번역가, 정치·시사·역사 평론가이다. 

## 생애
경기도 여주시 출신으로 한국외국어대학교 중국어과, 연세대학교 국제학대학원 동아시아학과 석사 과정을 졸업했다. 1994년에 문화방송(MBC)에 입사하면서부터 기자로 활동했고 2006년부터 2010년까지 MBC 베이징 특파원으로 활동했다.
2010년부터 MBC 보도국 취재센터에서 국제부장, 전국부장, 문화부장, 시사제작국 부국장을 역임했으나 전국부장 재직 시절에 불공정 보도를 했다는 비판을 받았다. MBC 전국부장으로 재직 중이던 2013년 11월 23일부터 11월 26일까지 MBC 기자들에게 천주교정의구현사제단 소속 박창신 신부가 전라북도 군산시에 위치한 수송동성당에서 국가정보원 여론 조작 사건 규탄, 박근혜 대통령의 사퇴를 촉구하는 시국 미사를 진행하는 모습을 촬영한 인터넷 방송 팩트TV의 영상에서 팩트TV의 로고와 제목을 삭제하고 '영상 출처 유튜브' 형식으로 송출하도록 지시하여 서울남부지방법원으로부터 저작권법 위반 혐의로 기소되어 벌금 1,000만원을 선고받았다. 신중권 서울남부지방법원 형사12단독 판사는 2015년 1월 27일에 열린 재판에서 "팩트TV의 영상은 창작성 등을 고려할 때 저작물로 인정되기 때문에 박상후 MBC 전국부장의 행위는 저작권 도용에 해당된다."고 판결했다.
2014년 5월 7일에 방송된 《MBC 뉴스데스크》의 '데스크 리포트 - 함께 생각해봅시다' 코너에서는 '분노와 슬픔을 넘어서'라는 제목의 보도를 통해 "세월호 침몰 사고 당시에 해상에서 수색 작업을 하다 숨진 이광욱 잠수부가 일부 실종자들의 분노, 증오, 조급증 때문에 사망했다."고 주장하여 부적절한 발언이라는 지적을 받았다. 한승현 목포MBC 보도부장은 "세월호 침몰 사고 당일인 2014년 4월 16일 오전에 박상후 MBC 전국부장에게 '단원고등학교 학생 전원 구조'가 사실이 아니다는 것을 알렸으나 박상후 MBC 전국부장이 이를 묵살했다."고 증언했다. 또한 MBC 뉴스 원고에 일베저장소에서 자주 사용되던 용어를 사용한 사실, MBC 사내 게시판에 나치 독일의 국가사회주의 독일 노동자당(나치당)이 사용했던 구호 가운데 하나이자 부헨발트 강제 수용소 입구에 부착되었던 문구이기도 한 《JEDEM DAS SEINE》(예뎀 다스 자이네, 독일어로 '각자 자기 방식대로' 또는 '자업자득'이라는 뜻)라는 제목의 글을 게재한 사실, 전라남도 순천시 출신 카메라 기자를 "너 홍어였네?"(홍어는 일베저장소에서 전라도를 폄하하기 위하여 사용한 표현임)라고 조롱한 사실이 폭로되기도 했다. 박상후의 이러한 행적은 최승호가 감독을 맡은 다큐멘터리 영화 《공범자들》에 묘사되었다.
2018년 3월에는 배현진·김세의 전 MBC 기자와 함께 자유한국당의 좌파정권 방송장악 피해자 지원 특별위원회에 참여했다. 2018년 6월에 MBC에서 해고된 이후에 《월간조선》, 《펜앤드마이크》, 《신의한수》를 비롯한 보수주의 성향의 인터넷 매체·유튜브 채널에서 객원 칼럼니스트로 활동했으며 국제 관계·역사 전문 평론가, 번역가, 역사 저술가로도 활동했다. 또한 김세의·강용석이 운영한 보수주의 성향의 유튜브 채널 가로세로연구소에서 《가로세로 뉴스타파》, 《박상후의 월드뉴스》 코너를 진행했고 경제학자 이영훈이 설립한 이승만학당에서 운영한 유튜브 채널 《이승만TV》에서 영상 강의를 진행했다.
2019년부터 국제 관계와 관련된 뉴스를 소재로 한 유튜브 채널 《박상후의 문명개화》를 운영했다. 2019년부터 2022년까지는 국제 관계를 보수주의의 관점에서 접근하여 전달해 왔으나 2022년에 러시아의 우크라이나 침공이 시작된 이후부터는 친러시아, 반서방 성향을 띠고 있다.

## 저서 및 번역서
- 번역서 《모택동 인민의 배신자》 (2019년, 엔도 호마레(遠藤 譽) 원작, 타임라인)
- 저서 《메이지 유신을 이끈 카게무샤》 (2019년, 프리덤앤위즈덤)
- 저서 《반일 종족주의와의 투쟁》 (2020년, 공동 저자: 이영훈 외 8명, 미래사)